# Morgane Heyse
Morgane Heyse (geboren 1990) ist eine deutsch-französische Opernsängerin (Koloratursopran).

## Leben
Morgane Heyse wurde 1990 in Frankreich in eine zweisprachige und musikalische Familie geboren. Als Kind lernte sie früh Bratsche spielen. Ihre Leidenschaft für das Singen führte sie zum Studium nach Belgien an das Conservatoire Royal de Musique von Lüttich. Dort wurde sie unter anderem bei France Emond und bei Véronique Solhosse am Conservatoire Royal de Musique von Lüttich ausgebildet. Nach ihrem Master in Art Lyrique am Conservatoire Royal de Liège im Jahr 2014 absolvierte Morgane Heyse eine zweijährige Opernausbildung an der International Opera Academy in Gent. Im Jahr 2017 erwarb sie dort einen Post-Master-Abschluss.
Zu ihren wichtigsten Partien zählen u. a. die Königin der Nacht (Die Zauberflöte), Maid (Powder Her Face), Aspasia (Mitridate), Antigona (Admeto), Orasia (Orpheus), Pallade (Caldara: La contesa de’ Numi) und Nina (Il giovedì grasso). Zu erleben war sie bisher an der Wiener Volksoper, der Brüsseler La Monnaie, Holland Opera, Opera Vlaanderen, Opera Zuid, Théâtre La Criée, Théâtre Impérial de Compiègne, Athénée Théâtre Louis Jouvet und am Brüsseler Operetten-Theater. Morgane Heyse ist Spezialistin für zeitgenössische Musik und hat an zahlreichen Uraufführungen und Festivals für zeitgenössische Musik mitgewirkt.
Morgane gewann den Preis für die beste Darstellerin beim Armel Opera Festival (2017), in der Rolle der Sofia (Il giovedì grasso) beim Armel Opera Competition (2016), den dritten Preis beim 7. Bell’Arte International Opera Competition (2015), war Halbfinalistin bei Voix Nouvelles 2018, Finalistin beim SummerFest Europe Competition (2013) und wurde 2005 mit der Silbermedaille bei der Académie Arts, Sciences, Lettres de Paris ausgezeichnet.
Morgane Heyse ist seit der Spielzeit 2021/22 festes Ensemblemitglied des Mecklenburgischen Staatstheaters Schwerin.